# Prignac-et-Marcamps
Prignac-et-Marcamps – miejscowość i gmina we Francji, w regionie Nowa Akwitania, w departamencie Żyronda.
Według danych na rok 1990 gminę zamieszkiwało 1268 osób, a gęstość zaludnienia wynosiła 131 osób/km² (wśród 2290 gmin Akwitanii Prignac-et-Marcamps plasuje się na 341. miejscu pod względem liczby ludności, natomiast pod względem powierzchni na miejscu 1084.).